# (19694) Dunkelman
(19694) Dunkelman (1999 RX230) – planetoida z grupy pasa głównego asteroid okrążająca Słońce w ciągu 6,68 lat w średniej odległości 3,54 j.a. Odkryta 8 września 1999 roku.